# Waleri Iwanowitsch Galzow

Waleri Iwanowitsch Galzow

Waleri Iwanowitsch Galzow (russisch Валерий Иванович Гальцов, wissenschaftliche Transliteration Valerij Ivanovič Gal'cov; * 23. Februar 1947 in Lubny, Sowjetunion) ist ein russischer Historiker und Hochschullehrer in Kaliningrad.

## Leben
1971 absolvierte Galzow die Staatliche Hochschule für Geschichtsarchivwesen Moskau (heute Russische Staatliche Geisteswissenschaftliche Universität). An dieser Hochschule promovierte er 1976 bei Sigurt Ottowitsch Schmidt.
Seit 1976 arbeitete Galzow als Oberdozent an der Staatlichen Universität Kaliningrad (heute Baltische Föderale Universität Immanuel Kant) am Lehrstuhl für Geschichte der UdSSR, Vaterländische Vorrevolutionsgeschichte. Seit 1984 ist er Privatdozent. Von 1984 bis 1991 war er Prorektor für Fern- und Abendstudium. Seit 1994 ist er Dekan der Historischen Fakultät der Universität und Inhaber des Lehrstuhls für sondergeschichtliche Fächer und Regionalgeschichte. Mit seiner Frau kam er im Juni 2010 zum ersten Mal nach Deutschland, zum 180. Stiftungsfest des Corps Masovia in Potsdam.

## Ehrenämter
- Mitglied des wissenschaftlichen Oberrats für Sozialwissenschaften beim Bildungsministerium der Russländischen Föderation
- Mitglied der gemeinsamen Kommission der Geschichtswissenschaftler von Russland und Litauen
- Mitglied des Redaktionskollegiums der kriegshistorischen Zeitschrift Nowy Tschasowoi (St. Petersburg)
- Mitglied des Redaktionskollegiums von Westnik der I.-K.-Universität in der Abteilung für Geisteswissenschaften
- Verantwortlicher Redakteur des Sammelbandes für wissenschaftliche Publikationen zum Themenbereich „Probleme der Quellenwissenschaft und Geschichtsschreibung“ (Ausgabe Nr. 1–4, Kaliningrad)
- Vorsitzender der Kaliningrader Filiale der Russländischen Gesellschaft von Geschichtsarchivwissenschaftlern

## Ehrungen

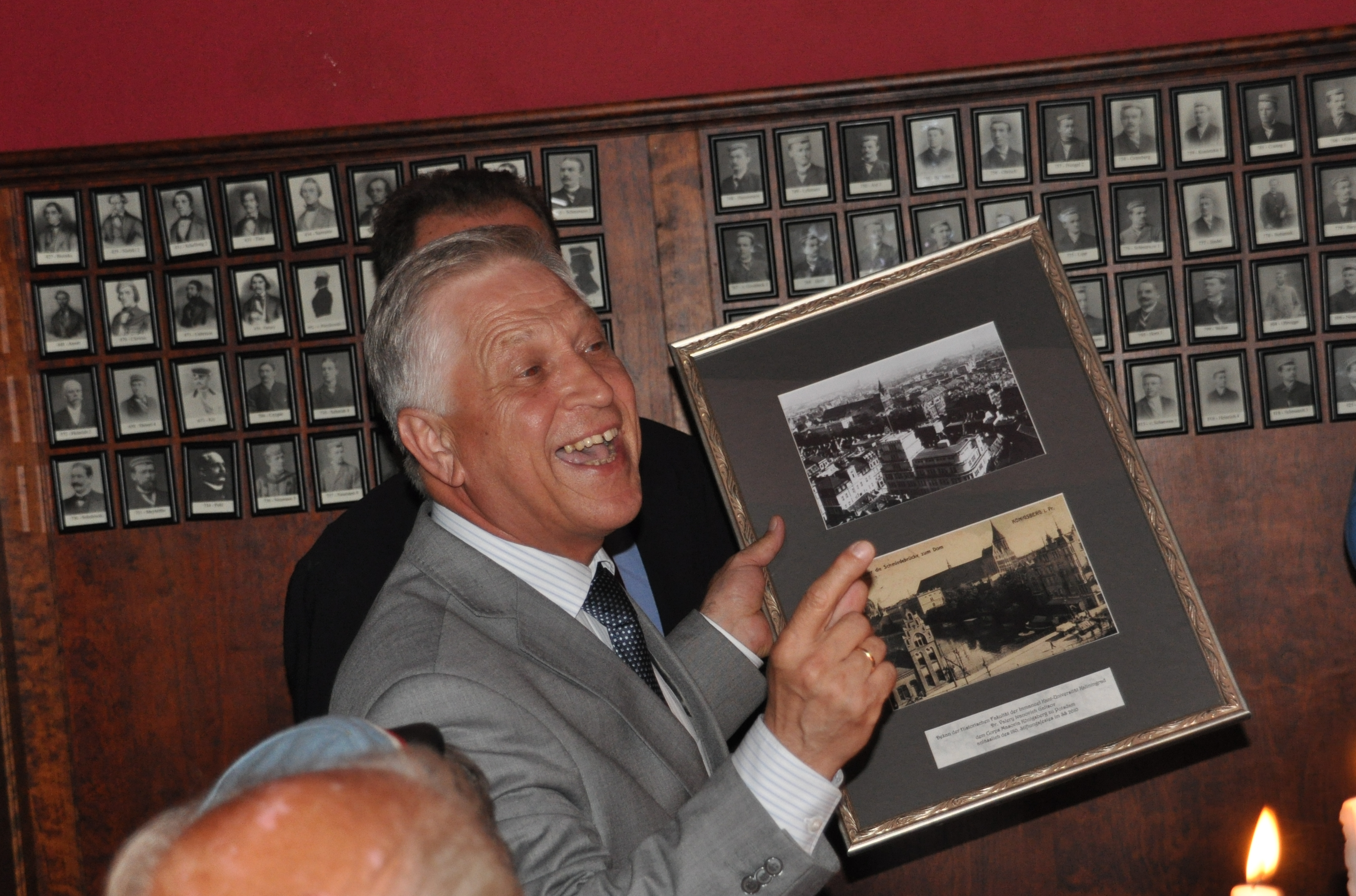
Galzow bei Masovia (2010)

- Verdienter Mitarbeiter im Hochschulwesen der Russländischen Föderation (2000)
- Erinnerungsplakette 750 Jahre Kaliningrad (2005)
- Erinnerungsmedaille 60 Jahre Kaliningrad (2006)
- Ehren-Verdienst-Medaille der Oblast Kaliningrad (2009)

## Veröffentlichungen
- End of the Second World War in East Prussia: Facts and historical perception. Acta Historica Universitatis Klaipedensis. Klaipėda: Klaipėdos universiteto leidykla 2009, S. 71–86 (Coautor)
- Grundlegende Besonderheiten der Geschichte des Kaliningrader Gebietes. Annaberger Annalen – Jahrbuch über Litauen und deutsch-litauische Beziehungen, Nr. 7 (1999), S. 29–38
- Kjonigsbergskij nestor. Kaliningrad 2002. Istorija Kaliningradskoj oblasti v dokumentalnych publikacijach [Geschichte der Oblast Kaliningrad in dokumentarischen Publikationen]. V: Kaliningradskoj oblasti 60: etapy istorii i problemy razvitija [Die Oblast Kaliningrad 60 Jahre alt: Geschichtsetappen und Entwicklungsprobleme]: Sbornik statej. Kaliningrad: Jantarnaja letopis 2006
- Kjonigsbergskij period v istorii Radzivilovskoj letopisi [Die Königsberger Periode in der Radzilovskaja-Chronik]. V: drevnejšie gosudarstva Vostočnoj Evropy [Die ältesten Staaten von Osteuropa]. 2005
- Obwod kaliningradzki w latach 1945—1991. Spoleczenstwo, gospodarka, kultura // Komunikaty Mazursko-Warminskie: Kwartalnik nr. 2 (212). Olsztyn, 1996
- Očerki istorii Vostočnoj Prussii [Grundriss der ostpreußischen Geschichte]. Kaliningrad, 2002 (Coautor)
- Opis archiva posolskogo prikaza 1673 goda [Bestandsaufzeichnung des Archivs der Botschaftenbehörde von 1673]. Moskau 1990. Teil 1–2
- Rjurikoviči i rossijskaja gosudarstvennost [Rjurikovičs und russländische Staatlichkeit]. Moskva. Indrik, 2008, S. 84–102
- The problems of people’s identification in the Kaliningrad region. Anthropological Journal on European Cultures. Vol. 5, N 2. – Frankfurt a. M. S. 83–96
- Universitet v Kjonigsberge. Chronika sobytij i ljudi [Universität in Königsberg. Chronik der Ereignisse und Menschen]. Kaliningrad, RGU im. Kanta 2008